# Рипаберарда (Асколи Пичено)
Рипаберарда (итал. Ripaberarda) насеље је у Италији у округу Асколи Пичено, региону Марке.
Према процени из 2011. у насељу је живело 539 становника. Насеље се налази на надморској висини од 402 м.